# Magoffin megye
Magoffin megye az Amerikai Egyesült Államokban, azon belül Kentucky államban található. Megyeszékhelye és legnagyobb városa Salyersville. Lakosainak száma 11 637 fő (2020. április 1.). Magoffin megye Morgan, Johnson, Floyd, Knott, Breathitt és Wolfe megyékkel határos.

## Népesség
A megye népességének változása:
| Lakosok száma | 13 316 | 13 228 | 13 065 | 12 950 | 12 808 | 11 637 |
|               | 2010   | 2011   | 2012   | 2013   | 2015   | 2020   |